# Escharoides bishopi
Escharoides bishopi is een mosdiertjessoort uit de familie van de Exochellidae. De wetenschappelijke naam van de soort is voor het eerst geldig gepubliceerd in 2006 door De Blauwe.